# 33929 Lisaprato
33929 Lisaprato este un asteroid din centura principală de asteroizi.

## Descriere
33929 Lisaprato este un asteroid din centura principală de asteroizi. A fost descoperit pe 6 iunie 2000 la Stația Anderson Mesa în cadrul programului LONEOS. Asteroidul prezintă o orbită caracterizată de o semiaxă mare de 2,45 ua, o excentricitate de 0,16 și o înclinație de 2,1° în raport cu ecliptica.